# Карбинци (община Карбинци)
Ка́рбинци (макед. Карбинци) — село в Республике Македония, административный центр общины Карбинци в Восточном регионе страны.
Село расположено в котловине Ежово-Поле, на левобережье долины реки Брегалницы, к северу от города Штип.

## История
В XIX веке село было населённым пунктом в Османской империи. В 1900 году здесь проживало 184 жителя, из них 144 — болгары (македонцы) — христиане и 40 — цыгане. В 1905 году 168 жителей села были прихожанами церкви Болгарской екзархии.

## Население
По результатам переписи 2002 года население села — 673 жителя, из них:
- македонцы — 672 чел.;
- сербы — 1 чел.